# Batrachedra pinicolella
Batrachedra pinicolella — вид лускокрилих комах родини Batrachedridae.

## Поширення
Вид поширений в Європі та Північній Азії. Присутній у фауна України.

## Опис
Розмах крил становить 9-13 мм. Передні крила жовті, задні — сірі.

## Спосіб життя
Метелики літають з середини червня до серпня або вересня. Личинки трапляються з вересня по травень. Живляться хвоєю ялиці, ялини та сосни.